# 万惠霖
万惠霖（1938年11月20日—2024年4月28日），男，籍贯湖北汉阳，生于湖北汉口，中国物理化学家，中国科学院院士。厦门大学化学系教授，曾任该校化学化工学院院长、固体表面物理化学国家重点实验室主任。

## 生平
万惠霖生于湖北汉口，籍贯湖北汉阳。1962年毕业于厦门大学化学系，1966年该系研究生毕业。1997年当选为中国科学院院士。
2024年4月28日于厦门去世。